# 警长索恩
警长索恩（英語：Thorne）是一部英国电视剧，改编自马克·比林汉姆的两部小说《贪睡鬼》和《胆小鬼》，讲述了警长汤姆·索恩（大卫·莫瑞瑟饰）的探案故事。
本剧也分为贪睡鬼和胆小鬼两部分，每部分由3集组成，于2010年10月至11月在Sky1播出。
本剧的编者希望能把比林汉姆的十部小说都拍成电视剧，但是由于莫瑞瑟在《屍行者》取得的成功，此计划推迟。

## 小說
湯姆·索恩系列（Tom Thorne Series）
- 2001年，《探長索恩 貪睡鬼》（Sleepyhead）春天出版 , 出版日期: 2017-02-25
- 2001年，《探長索恩 膽小鬼》（Scaredy Cat）春天出版 , 出版日期: 2017-03-16
- 2003年，《探長索恩 懶骨頭》（Lazybones）春天出版 , 出版日期: 2017-04-13
- 2004年，《The Burning Girl》
- 2005年，《Lifeless》
- 2006年，《Buried》
- 2007年，《Death Message》
- 2009年，《探長索恩 邪惡基因》（Bloodline）春天出版 , 出版日期: 2017-04-27
- 2010年，《From the Dead》
- 2011年，《探長索恩 死路一條》（Good As Dead）春天出版 , 出版日期: 2017-09-14
- 2013年，《The Dying Hours》
- 2014年，《The Bones Beneath》
- 2015年，《Time of Death》
- 2017年，《Love Like Blood》
- 2018年，《The Killing Habit》
- 2019年，《Their Little Secret》
- 2020年，《Cry Baby》